# Vịt lặn mào đỏ

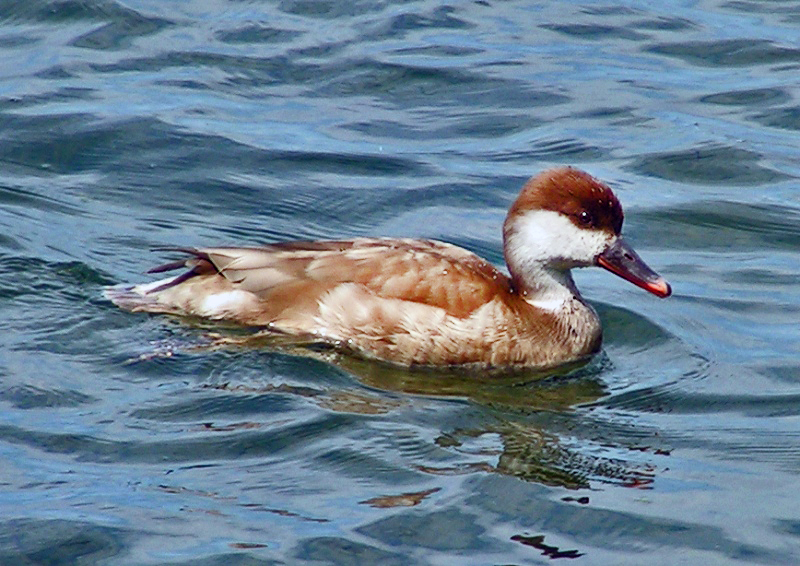
Vịt mái

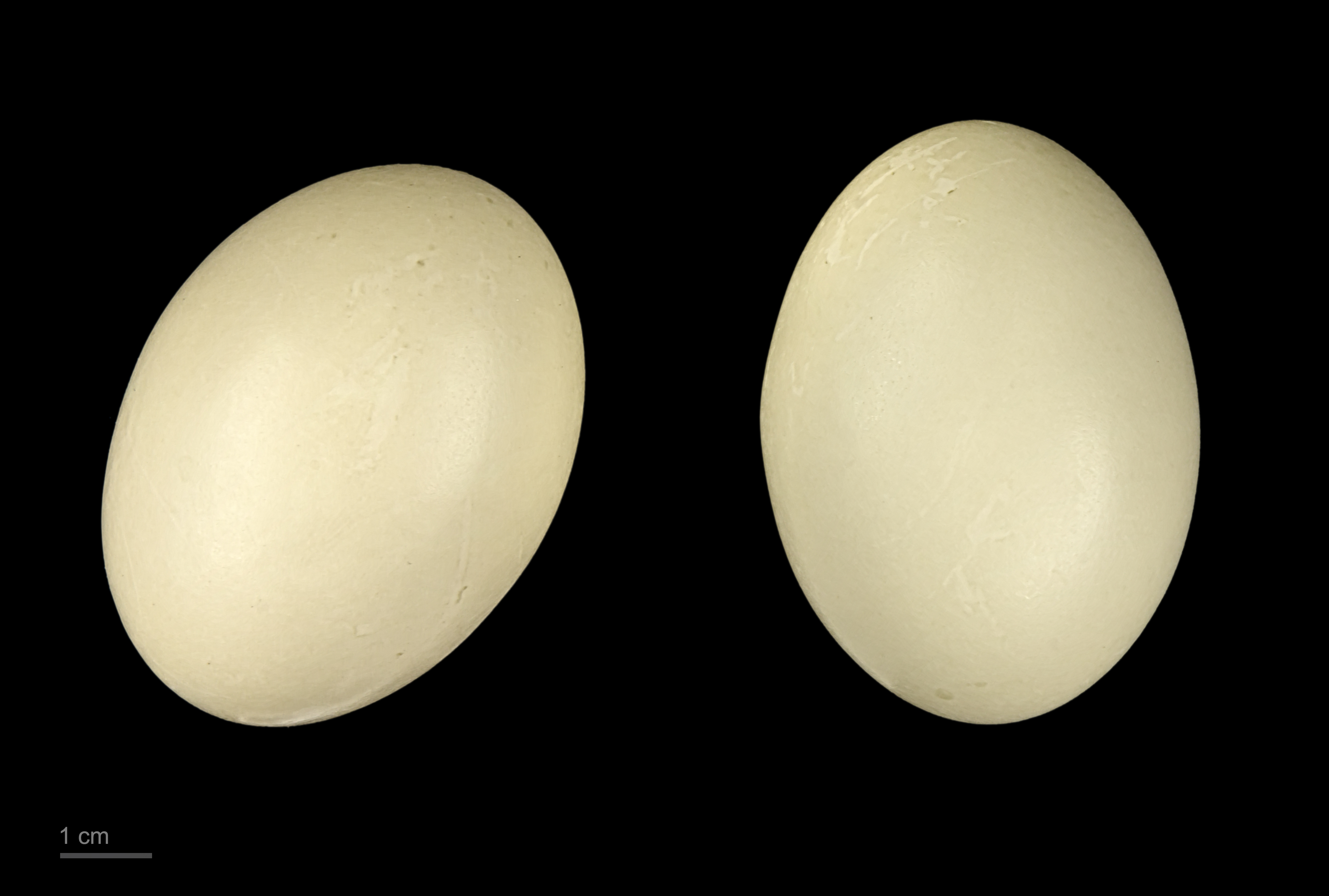
Netta rufina

Vịt lặn mào đỏ (Netta rufina) là một loài chim trong họ Vịt.
Môi trường sống giống của loài vịt này là vùng đầm lầy đất thấp và hồ ở miền nam châu Âu và Trung Á, trú đông trong Tiểu lục địa Ấn Độ và châu Phi. Nó là loài di cư ít, và những con ở phương bắc di chuyển về phía nam vào Bắc Phi để trú đông.